# Anomalodesmata
Anomalodesmata – takson obejmujący małże (Bivalvia) z podgromady Heterodonta, u których muszla jest cienka, złożona z nierównych połówek zawierających wewnątrz warstwę perłową, zamek muszli jest słabo zaznaczony i zwykle bezzębny, wewnętrzna część więzadła jest wapienna, skrzela mają kształt poziomej przegrody, a syfony są dobrze rozwinięte. Są to gatunki morskie, występujące głównie w strefie tropikalnej i subtropikalnej, żyjące w osadach dennych lub drążące skały. W zależności od ujęcia, Anomalodesmata klasyfikowane są w randze podgromady, nadrzędu lub rzędu (tutaj przyjęto nadrząd). 
Gatunki małży zaliczanych do Anomalodesmata grupowane są w rzędach: 
- Pholadomyoida
- Septibranchia – zrosłoskrzelne

Zrosłoskrzelne były wcześniej traktowane jako odrębna podgromada małży.